# يو-31 (النمسا-المجر)

يو-31 أو U-XXXI غواصة من فئة <i id="mwJQ">يو-27</i> تابعة للبحرية النمساوية المجرية. تم إطلقتها وبنتها الشركة المجرية غانز للنقل في رييكا ، في مارس 1917 وتم تشغيلها في أبريل.

## السفن المغرقة أو المدمرة
| تاريخ          | اسم                         | حمولة          | جنسية    |
| -------------- | --------------------------- | -------------- | -------- |
| أغسطس 10, 1917 | Lealta                      | 4021           | الإيطالي |
| يوليو 7, 1918  | جيوسيبينو بادري             | 67             | الإيطالي |
| أكتوبر 2, 1918 | وايموث أتش أم أس Weymouth * | 5250           | بريطاني  |
|                | غرقت: التالفة: مجموع:       | 4088 5250 9338 |          |

* أصيبت ولكنها لم تغرق